# Église de l'Ascension de Jabukovac
Pour les articles homonymes, voir Église de l'Ascension.
L'église de l'Ascension de Jabukovac (en serbe cyrillique : Црква Вазнесења Господњег у Јабуковцу ; en serbe latin : Crkva Vaznesenja Gospodnjeg u Jabukovcu) est une église orthodoxe serbe serbe située à Jabukovac, dans la municipalité de Negotin et dans le district de Bor en Serbie. Elle est inscrite sur la liste des monuments culturels protégés de la république de Serbie (identifiant no SK 300).